# Redwood Creek
Il Redwood Creek è un fiume del nord della California. La sorgente è situata a circa 1500 metri d'altitudine nella  Catena Costiera Pacifica. Il corso del fiume è orientato verso nord-ovest per sfociare nell'Oceano Pacifico, vicino al paesino di Orick, che è la sola zona urbanizzata nel bacino del corso d'acqua.
L'erosione del suolo della regione è notevole, e numerosi sedimenti sono trasportati dalle acque. Questa forte concentrazione di sedimenti nelle acque, è nefasta per la fauna del fiume. L'erosione è essenzialmente causata dal disboscamento effettuato soprattutto nel corso superiore del fiume, ciò ha provocato il declino di certe specie di pesci come la trota iridea ed il salmone argentato.
Vicino  all'estuario, il fiume è stato  canalizzato per circa 5 km, nel 1964, da parte dell'United States Army Corps of Engineers al fine d'evitare le inondazioni Queste modifiche hanno causato danni all'ecosistema ed alla zona di vegetazione riparia. Questa zona proteggeva dall'erosione e regolava la temperatura dell'acqua grazie all'ombra degli alberi.
Una parte importante del bacino del fiume (41 %) si trova comunque protetta, all'interno del Parco nazionale di Redwood.

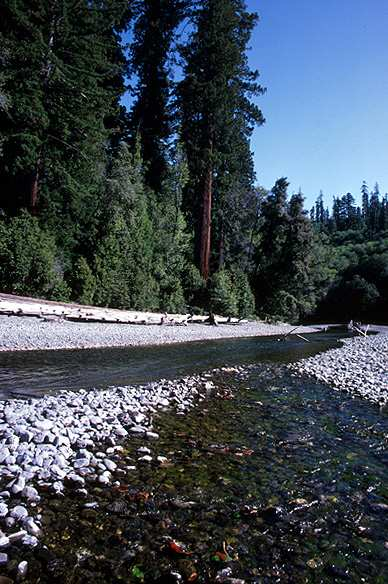
Il Redwood Creek nel Redwood National Park